# Barend van der Veen
Barend van der Veen (Warga, 12 augustus 1908 – Leeuwarden, 22 juli 1984) was een kortebaanschaatser.

## Loopbaan
In de dertiger jaren behaald Van der Veen vele malen 'prijs en premie' bij kortebaanwedstrijden. In 1933 werd hij in Stiens derde bij het NK kortebaan maar een jaar later werd hij in Deersum Nederlands Kampioen op de kortebaan. In 1940 won hij in Kampen zilver op het NK Kortebaan en in 1941 in Leeuwarden brons.
Samen met Marie de Grote won hij meerdere prijzen bij het paarrijden. In 1941 werd hij Fries kampioen kortebaan in Oldeboorn.
In 1941 werd hij Fries kampioen bij het kogelstoten, haalde een tweede plaats bij het speerwerpen en won de derde prijs bij het hoogspringen. Naast schaatsen en atletiek deed Barend aan gymnastiek en kaatsen.
De koperslager had een loodgieterszaak aan de Greate Buorren in Warga. Barend van der Veen stierf na een ernstige ziekte op 75-jarige leeftijd in het Triotel in Leeuwarden.

## Resultaten
| Jaar | Plaats | Kampioenschap |
| ---- | ------ | ------------- |
| 1933 | Brons  | NK Kortebaan  |
| 1934 | Goud   | NK Kortebaan  |
| 1940 | Zilver | NK Kortebaan  |
| 1941 | Brons  | NK Kortebaan  |
| 1941 | Brons  | FK Kortebaan  |